# Pseudomadius viridiventris
Pseudomadius viridiventris là một loài bọ cánh cứng trong họ Cleridae. Loài này được Chapin miêu tả khoa học năm 1924.